# Айзенберг, Яков Ейнович
Яков Ейнович Айзенберг (13 июня 1934 — 3 июля 2004) — украинский советский учёный, главный теоретик четырёх поколений систем управления ракетно-космической техники. Заслуженный деятель науки и техники Украины. Доктор технических наук, профессор, академик.

## Биография
Родился 13 июня 1934 года в городе Харьков в еврейской семье. В 1941 благодаря тете смог вместе с мамой эвакуироваться в Сибирь, благодаря чему избежал гибели в Дробицком Яру.
В 1956 году окончил Харьковский политехнический институт, радиотехнический факультет.
С 1956 года работал инженером в специальном конструкторском бюро ОКБ-692 (НПО «Электроприбор»), впоследствии реорганизованное в ОАО «Хартрон». С 1990 года генеральный конструктор — генеральный директор ОАО «Хартрон». С 1995 года Генеральный директор и генеральный конструктор научно-производственного объединения «Хартрон».
Среди наиболее известных проектов, разработанных под руководством Якова Айзенберга — старты самой совершенной в мире стратегической ракеты SS-18 «Сатана», сверхтяжелой ракеты-носителя «Энергия», создание и запуск функционально-грузового блока «Заря», положившие начало строительству новой Международной космической станции.
В октябре 2000 года автомобиль, в котором Яков Ейнович ехал в Киев, неподалеку от города Валки врезался в дерево. Яков Ейнович получил сотрясение мозга, переломы ключицы и ребра, долгое время находился на лечении в отделении нейрохирургии Харьковской областной больницы.
В январе 2002 года подал в отставку и уехал в Израиль, где жили его дети. Умер Яков Ейнович Айзенберг 3 июля 2004 года, похоронен в городе Раанана, в 15 км от Тель-Авива.

## Общественная деятельность
Член Международной академии астронавтики (IAA), Международной академии информации (IAI), Международной академии лидерства в бизнесе и управлении, Академии космонавтики им. К. Э. Циолковского, Академии навигации и управления движением Российской академии навигационных наук (РАНН), Академии технологических наук Украины (АТНУ), Института инженеров по электротехнике и электронике США (IEEE).

## Научные труды
- Динамические свойства летательного аппарата с ЖРД и требования к автомату стабилизации : учеб. пособие / Я. Е. Айзенберг, Ю. М. Борушко.- Х., 1984. — 97 с.
- Ракеты. Жизнь. Судьба: воспоминания / Я. Е. Айзенберг. — Харьков : Инвестор, 2010. — 159 с. — ISBN 978-966-8371-30-1[3]

## Награды
- лауреат Ленинской премии
- лауреат Государственной премии СССР
- лауреат премии Совета Министров СССР
- лауреат Государственной премии УССР
- лауреат премий имени М. Глушкова
- лауреат премии имени М. Челомея
- Заслуженный деятель науки и техники Укра